# Pedro Cavaleiro
Pedro Cavaleiro (Lisboa, 4 de Setembro de 1972) é um actor português. É filho  da actriz Isabel Medina. 

## Televisão
- Elenco adicional, em Louco Amor, TVI 2012
- Participação especial, Dono da Loja em Sedução, TVI 2011
- Participação especial, em A Família Mata, SIC 2011
- Participação especial, Polícia em Velhos Amigos, RTP 2010
- Elenco adicional, Polícia em Morangos Com Açúcar, TVI 2009
- Participação especial, em Ele é Ela, TVI 2009
- Elenco adicional, em Flor do Mar, TVI 2009
- Elenco adicional, Rául em Bando dos Quatro, TVI 2006
- Elenco principal, António José em A Ferreirinha, RTP 2004
- Participação especial, em Ana e os Sete, TVI 2003
- Elenco adicional, Bernardo em Lusitana Paixão, RTP 2002
- Elenco principal, Pedro em Um Estranho em Casa, RTP 2001-2002
- Elenco principal, Abel em A Senhora das Águas, RTP 2001
- Elenco principal, em Bastidores, RTP 2001
- Participação especial, em Segredo de Justiça, RTP 2001
- Elenco adicional, em Maiores de 20, RTP 2000-2001
- Participação especial, em Café da Esquina, RTP 2000
- Elenco adicional, em A Esfera de Ki, RTP 1992

## Cinema
- Coitado do Jorge, de Jorge Silva Melo, 1992
- Aqui D'El Rey, de António Pedro Vasconcelos, 1991
- Um Crime Perfeito, telefilme de Luís Filipe Costa, 1991
- Uma Outra Ordem, telefilme de Luís Filipe Costa, 1990
- Jaz Morto e Arrefece, telefilme de Luís Filipe Costa, 1989